# Syra-baspar
Ett syra-baspar är i Brønsted-Lowrys teori för syra-basreaktioner en syra och en bas som omvandlas till varandra genom att vinna eller förlora en proton. Syran, HA, kallas basens korresponderande syra, och basen, A−, kallas syrans korresponderande bas.
{\displaystyle {\rm {HA+H_{2}O\rightleftharpoons A^{-}+H_{3}O^{+}}}}
Det gemensamma namnet för syror och baser är protolyter. En syra kan bara avge en proton om det finns en bas som kan ta upp den.  I t.ex. ättiksyrans protolys avges en proton och det blidas en acetatjon (etanoatjon):
{\displaystyle {\ce {CH3COOH + H2O <=> CH3COO- + H3O+}}}
Samtidigt sker en reaktion åt vänster där acetatjonen upptar en proton och därmed verkar som en bas. I reaktionen bildas ättiksyra. Eftersom ättiksyra och acetatjon alltid förekommer tillsammans när ättiksyran protolyseras kallas dessa för ett syra-baspar, d.v.s {\displaystyle {\ce {CH3COOH/CH3COO-}}}. 
Ett annat exempel på syra-baspar är {\displaystyle {\ce {NH4+/NH3}}} och {\displaystyle {\ce {H2O/OH-}}} som fås när ammoniak reagerar med vatten:
{\displaystyle {\ce {NH3 + H2O -> NH4+ + OH-}}}.
Den relativt svaga basen ammoniak tar upp en proton och bildar en ammoniumjon som är den korresponderade syran. Eftersom vatten ger ifrån sig en proton verkar den som syra och den korresponderande basen blir en hydroxidjon. 

## Starka syror är kopplade till svaga baser och vice versa
En stark syra kännetecknas av att den protolyseras nästan helt, vilket betyder att den avger majoriteten av sina protoner.  Om man har en stark syra, är den korresponderande basen oftast svag i syra-basparet. Om man däremot har en svag syra, är den korresponderande basen oftast stark i syra-basparet. Saltsyra är ett exempel på en stark syra som har en svag korresponderande bas : 
{\displaystyle {\ce {HCl + H2O -> Cl- + H3O+}}}. 
Saltsyran reagerar med vatten och det bildas en korresponderande svag bas av kloridjoner: Syra-basparet blir {\displaystyle {\ce {HCl/Cl-}}}. Vatten verkar i denna reaktion som en svag bas och dess korresponderande syra är stark och består av oxoniumjoner. Syra-basparet blir {\displaystyle {\ce {H3O+/H2O}}}. 
Syrakonstanten Ka anger syrans styrka. Ett högre värde på Ka innebär att syran är stark och protolyseras till stor del. På samma sätt anger baskonstanten Kb basens styrka. Ju högre värde på Kb, desto starkare är basen. Vätecyanid är ett exempel på en svag syra (Ka= {\displaystyle 4,0*10^{-10}mol/dm^{3}}) som har en relativt stark korresponderande bas:
{\displaystyle {\ce {HCN + H2O <=> CN- + H3O+}}}
I denna reaktion protolyseras vätecyanid och det bildas en korresponderande stark bas av cyanidjoner (Kb = {\displaystyle 2,5*10^{-5}mol/dm^{3}}). Syra-basparet blir {\displaystyle {\ce {HCN/CN-}}}. Även {\displaystyle {\ce {H3O+/H2O}}} är ett syra-baspar i reaktionen.  

## Amfolyter
En amfolyt är en molekyl som kan reagera både som en syra och en bas. Vatten ({\displaystyle {\ce {H_2O}}}) är den vanligaste amfolyten som antingen kan uppta en proton och bilda oxoniumjoner ({\displaystyle {\ce {H3O+}}}) eller avge en proton och bilda hydroxidjoner ({\displaystyle {\ce {OH-}}}). Vattnets autoprotolys från vänster till höger är:
{\displaystyle {\ce {H2O + H2O <=> H3O+ + OH-}}}
Reaktionen är kraftigt förskjuten åt vänster och vattnet agerar både som korresponderande syra till hydroxidjonen och korresponderande bas till oxoniumjonen. Syra-basparen blir {\displaystyle {\ce {H3O+/H2O}}} och {\displaystyle {\ce {H2O/OH-}}}.
Även t.ex. vätesulfat ({\displaystyle {\ce {HSO4-}}}) är en amfolyt. I reaktionen när svavelsyra protolyseras är vätesulfat en bas:
{\displaystyle {\ce {H2SO4 + H2O <=> HSO4- + H3O+}}} (Syra-baspar: {\displaystyle {\ce {H2SO4/HSO4-}}})
Vätesulfatet kan i sin tur protolyseras, reagera som en syra och få en sulfatjon som korresponderande bas:
{\displaystyle {\ce {HSO4- + H2O <=> SO4^2- + H3O+}}} (Syra-baspar: {\displaystyle {\ce {HSO4- /SO4^2-}}}) 

## Syra-baspar som en buffert
För att hålla pH stabilt i en lösning kan man använda en buffert. Bufferten innehåller oftast en svag syra och dess korresponderande bas, d.v.s. ett syra-baspar, i ganska höga koncentrationer. I t.ex. en acetatbuffert ingår både ättiksyra och natriumacetat och bufferten byggs upp av syra-basparet {\displaystyle {\ce {HAc/Ac-}}}. Om pH sänks i buffertlösningen, genom att tillsätta en stark syra som t.ex. saltsyra, fungerar acetatjonerna som en stötdämpare enligt reaktionen:
{\displaystyle {\ce {Ac- + H3O+ -> HAc + H2O}}}
Acetatjonerna tar hand om oxoniumjonerna som tillförts och därmed höjs pH igen. Totalt sänks inte pH speciellt mycket. Om det istället tillförs en stark bas, som t.ex. natriumhydroxid, till bufferten kommer pH höjas. Då fungerar ättiksyra som en stötdämpare enligt reaktionen:
{\displaystyle {\ce {HAc + OH- -> H2O + Ac-}}}
Ättiksyran tar hand om hydroxidjonerna som tillförts och därmed sänks pH igen. Totalt höjs inte pH speciellt mycket. 
I naturen och kroppen finns flera viktiga buffertsystem som består av syra-baspar. De finns främst för att hålla pH stabilt. I till exempel blodet finns syra-basparet {\displaystyle {\ce {H2CO3/HCO3-}}} som har stor betydelse för pH-värdet i blodet. I sjöar, hav och vattendrag hittas ett annat exempel på buffert med syra-basparet {\displaystyle {\ce {HCO3- /CO3^2-}}}. Det avgör förmågan att stå emot surt regn och tecken finns på att buffertsystemen i världshaven påverkas av den ökande mängden koldioxid som löser sig i havsvattnet. 

## Tabell med syra-baspar
Syrorna i syra-basparen är ordnade från starka syror till svaga syror nedåt i tabellen.  
| Syra                                          | Korresponderande bas                            | Syra-baspar (pKa)                                                   |
| --------------------------------------------- | ----------------------------------------------- | ------------------------------------------------------------------- |
| {\displaystyle {\ce {HClO4}}} (Perklorsyra)   | {\displaystyle {\ce {ClO4-}}} (Perklorat)       | {\displaystyle {\ce {HClO4}}}{\displaystyle {\ce {/ClO4-}}}         |
| {\displaystyle {\ce {H_2SO4}}} (Svavelsyra)   | {\displaystyle {\ce {HSO4-}}} (Vätesulfatjon)   | {\displaystyle {\ce {H2SO4/HSO4-}}}                                 |
| {\displaystyle {\ce {HCl}}} (Saltsyra)        | {\displaystyle {\ce {Cl-}}} (Kloridjon)         | {\displaystyle {\ce {HCl/}}}{\displaystyle {\ce {Cl-}}}             |
| {\displaystyle {\ce {HNO3}}} (Salpetersyra)   | {\displaystyle {\ce {NO3-}}} (Nitratjon)        | {\displaystyle {\ce {HNO3/}}}{\displaystyle {\ce {NO3-}}}           |
| {\displaystyle {\ce {H3O+}}} (Oxoniumjon)     | {\displaystyle {\ce {H_2O}}} (Vatten)           | {\displaystyle {\ce {H3O+/}}}{\displaystyle {\ce {H_2O}}}           |
| {\displaystyle {\ce {HSO4-}}} (Vätesulfatjon) | {\displaystyle {\ce {SO4^2-}}} (Sulfatjon)      | {\displaystyle {\ce {HSO4- /}}}{\displaystyle {\ce {SO4^2-}}} (2,0) |
| {\displaystyle {\ce {HF}}} (Vätefluorid)      | {\displaystyle {\ce {F-}}} (Fluoridjon)         | {\displaystyle {\ce {HF}}}{\displaystyle {\ce {/F-}}}(3,20)         |
| {\displaystyle {\ce {HAc}}} (Ättiksyra)       | {\displaystyle {\ce {Ac-}}} (Acetatjon)         | {\displaystyle {\ce {HAc/}}}{\displaystyle {\ce {Ac-}}} (4,74)      |
| {\displaystyle {\ce {H2CO3}}} (Kolsyra)       | {\displaystyle {\ce {HCO3-}}} (Vätekarbonatjon) | {\displaystyle {\ce {H2CO3}}}{\displaystyle {\ce {/HCO3-}}} (6,35)  |
| {\displaystyle {\ce {H2S}}} (Divätesulfid)    | {\displaystyle {\ce {HS-}}} (Vätesulfidjon)     | {\displaystyle {\ce {H2S/}}}{\displaystyle {\ce {HS-}}} (7,05)      |
| H2PO4- Divätefosfatjon                        | HPO42- Vätefosfatjon                            | H2PO4- / HPO42- (7,2)                                               |
| {\displaystyle {\ce {HCN}}} (Vätecyanid)      | {\displaystyle {\ce {CN-}}} (Cyanidjon)         | {\displaystyle {\ce {HCN}}}{\displaystyle {\ce {/CN-}}} (9,2)       |
| {\displaystyle {\ce {NH4+}}} (Ammoniumjon)    | {\displaystyle {\ce {NH3}}} (Ammoniak)          | {\displaystyle {\ce {NH4+}}}{\displaystyle {\ce {/NH3}}} (9,25)     |
| {\displaystyle {\ce {H_2O}}} (Vatten)         | {\displaystyle {\ce {OH-}}} (Hydroxidjon)       | {\displaystyle {\ce {H2O/}}}{\displaystyle {\ce {OH-}}}             |
| {\displaystyle {\ce {HS-}}} (Vätesulfidjon)   | {\displaystyle {\ce {S^2-}}} (Sulfidjon)        | {\displaystyle {\ce {HS- /S^2-}}}                                   |
| {\displaystyle {\ce {OH-}}} (Hydroxidjon)     | {\displaystyle {\ce {O^2-}}} (Oxidjon)          | {\displaystyle {\ce {OH-}}}{\displaystyle {\ce {/O^2-}}}            |